# General Manuel Ávila Camacho
General Manuel Ávila Camacho är en ort i Mexiko.   Den ligger i kommunen Suchiate och delstaten Chiapas, i den sydöstra delen av landet, 900 km sydost om huvudstaden Mexico City. General Manuel Ávila Camacho ligger 13 meter över havet och antalet invånare är 510.
Terrängen runt General Manuel Ávila Camacho är mycket platt. Runt General Manuel Ávila Camacho är det ganska tätbefolkat, med 129 invånare per kvadratkilometer. Närmaste större samhälle är Brisas Barra de Suchiate, 11,9 km söder om General Manuel Ávila Camacho. I omgivningarna runt General Manuel Ávila Camacho växer i huvudsak städsegrön lövskog.